# Olše (rod)

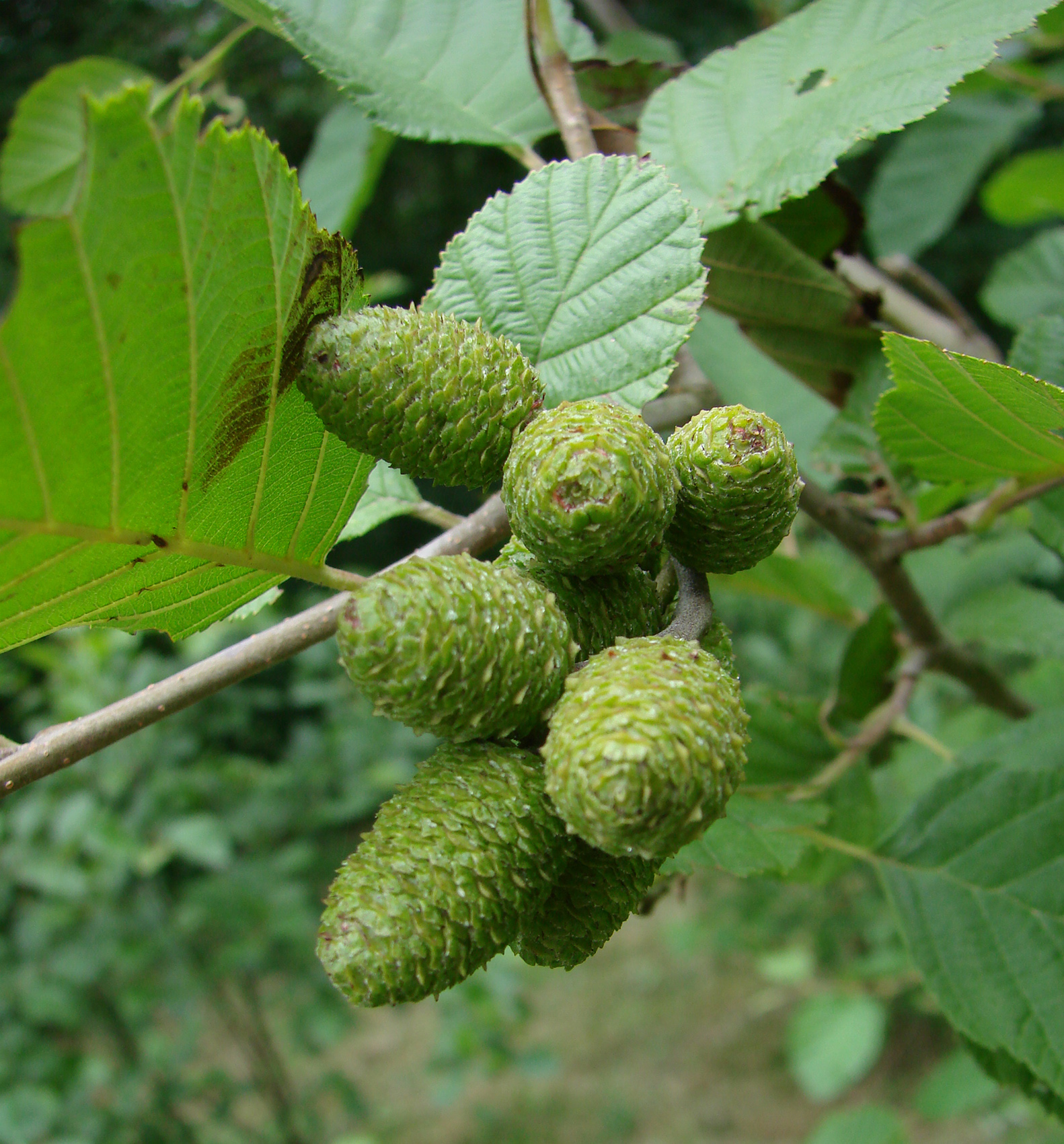
Dozrávající plodenství olše šedé

Olše (Alnus) je rod rostlin z čeledi břízovité. Jsou to opadavé stromy a keře s jednoduchými střídavými listy a nenápadnými květy opylovanými větrem. Samčí květy jsou v převislých jehnědách, samičí v šišticích. Plodem jsou drobné, většinou křídlaté oříšky v dřevnatém šišticovitém plodenství. Rod zahrnuje asi 40 druhů a je rozšířen v Eurasii a Severní Americe s přesahem do jihoamerických And. V České republice se přirozeně vyskytují tři druhy olší. Olše lepkavá je vlhkomilný druh spíše nižších poloh, ve vyšších polohách roste olše šedá. Na jihozápadě území se vyskytuje keřovitá olše zelená. Olše žijí v symbióze s hlízkovými bakteriemi, fixujícími vzdušný dusík, což jim umožňuje osidlovat jakožto pionýrské dřeviny i živinami velmi chudé biotopy. Jsou živnými rostlinami housenek široké škály denních i nočních motýlů. Nejznámějším škůdcem je bázlivec olšový. V posledních desetiletích se v Evropě šíří houbová choroba, chřadnutí olší, způsobující odumírání olše lepkavé.
Olše poskytují ceněné dřevo. Čerstvé má jasně oranžovočervenou barvu. Obsahují širokou paletu různých látek a jsou využívány ve fytoterapii a domorodé medicíně. Dlouhá řada vědeckých studií prokázala protirakovinné působení látek obsažených v různých druzích olší. Některé druhy a kultivary jsou vysazovány jako okrasné dřeviny.

## Popis
Olše jsou opadavé jednodomé stromy nebo řidčeji keře. Olše šedá a olše lepkavá dosahují výšky asi 20 metrů, severoamerická olše červená až 35 metrů. Na větévkách jsou často bledé, vystouplé lenticely. Dřevo je světlé, za syrova však na vzduchu červená.
Zimní pupeny jsou stopkaté nebo téměř přisedlé, kryté 2 až několika šupinami nebo nahé. Listy jsou jednoduché, střídavé, tenké až kožovité, obvykle celistvé s pilovitým, dvakrát pilovitým či zubatým okrajem, výjimečně dřípené nebo naopak celokrajné, s klínovitou, zaokrouhlenou nebo lehce srdčitou bází, na vrcholu špičaté, zašpičatělé, tupé nebo okrouhlé. Mohou být lysé nebo plstnaté, na rubu někdy pokryté pryskyřičnatými žlázkami. Samčí květenství mají podobu protáhlých, válcovitých, převislých jehněd s mnoha překrývajícími se listeny. Jsou buď jednotlivá nebo v hroznovitých svazečcích. V paždí každého listenu je několik (zpravidla 4) listenců a 3 květy. Samčí květy mají čtyřčetný kalich a obsahují většinou 4 tyčinky. Samičí květenství jsou vzpřímená až poněkud převisající, vejcovitá až elipsoidní, šišticovitá, pevná, buď jednotlivá nebo uspořádaná v klasech či latách. Jsou tvořena mnoha překrývajícími se vytrvalými listeny, z nichž každý podepírá 2 květy. Semeník nese 2 čárkovité čnělky. Rostliny vykvétají na jaře nebo řidčeji již na podzim. Za plodu se samičí květenství přeměňuje v dřevnaté šišticovité plodenství. Plodem je zploštělý oříšek (někdy označovaný jako nažka) se dvěma blanitými nebo papírovitými křídly, která jsou u některých druhů redukovaná nebo mohou i chybět.

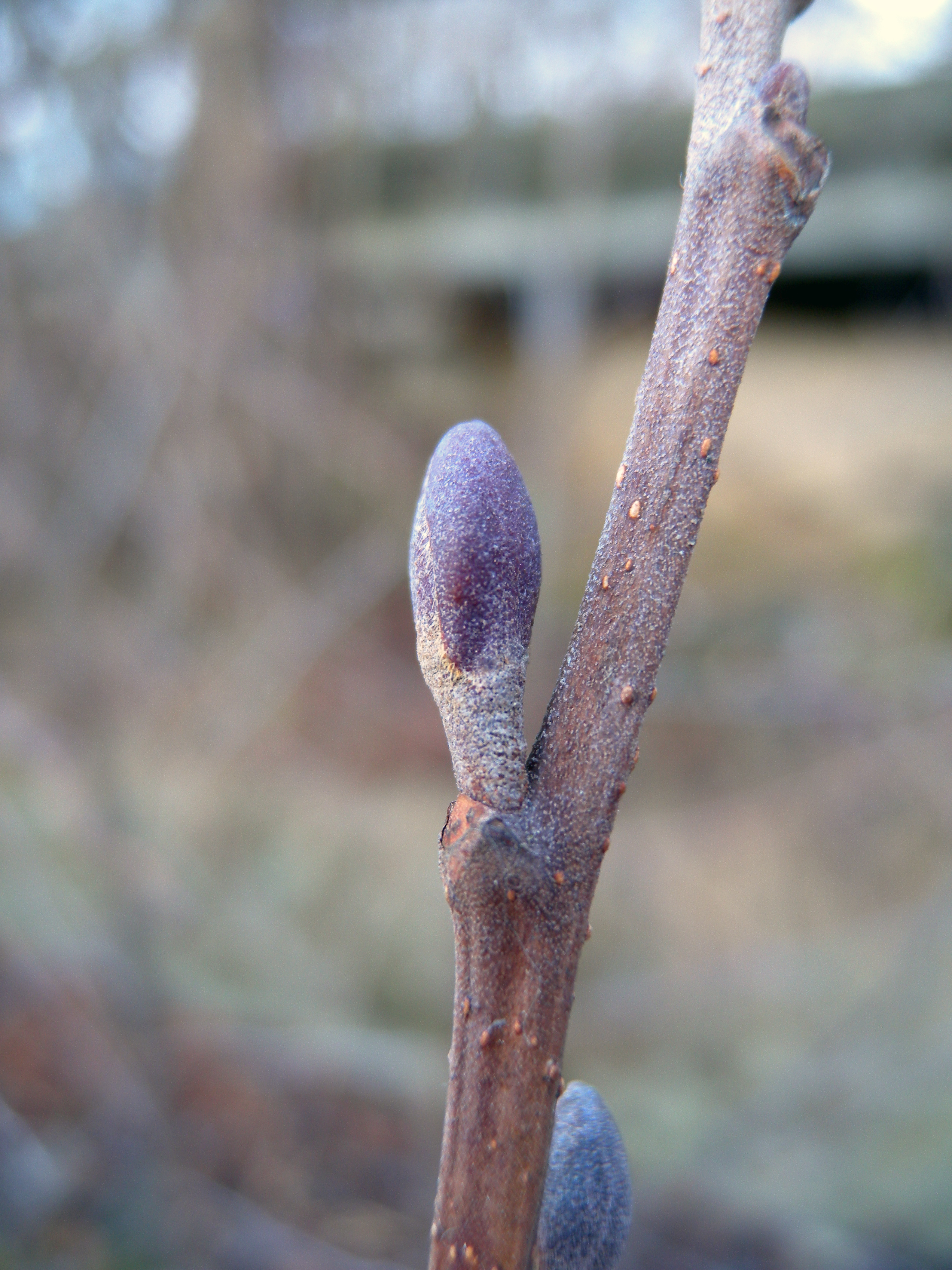
Zimní pupeny olše lepkavé
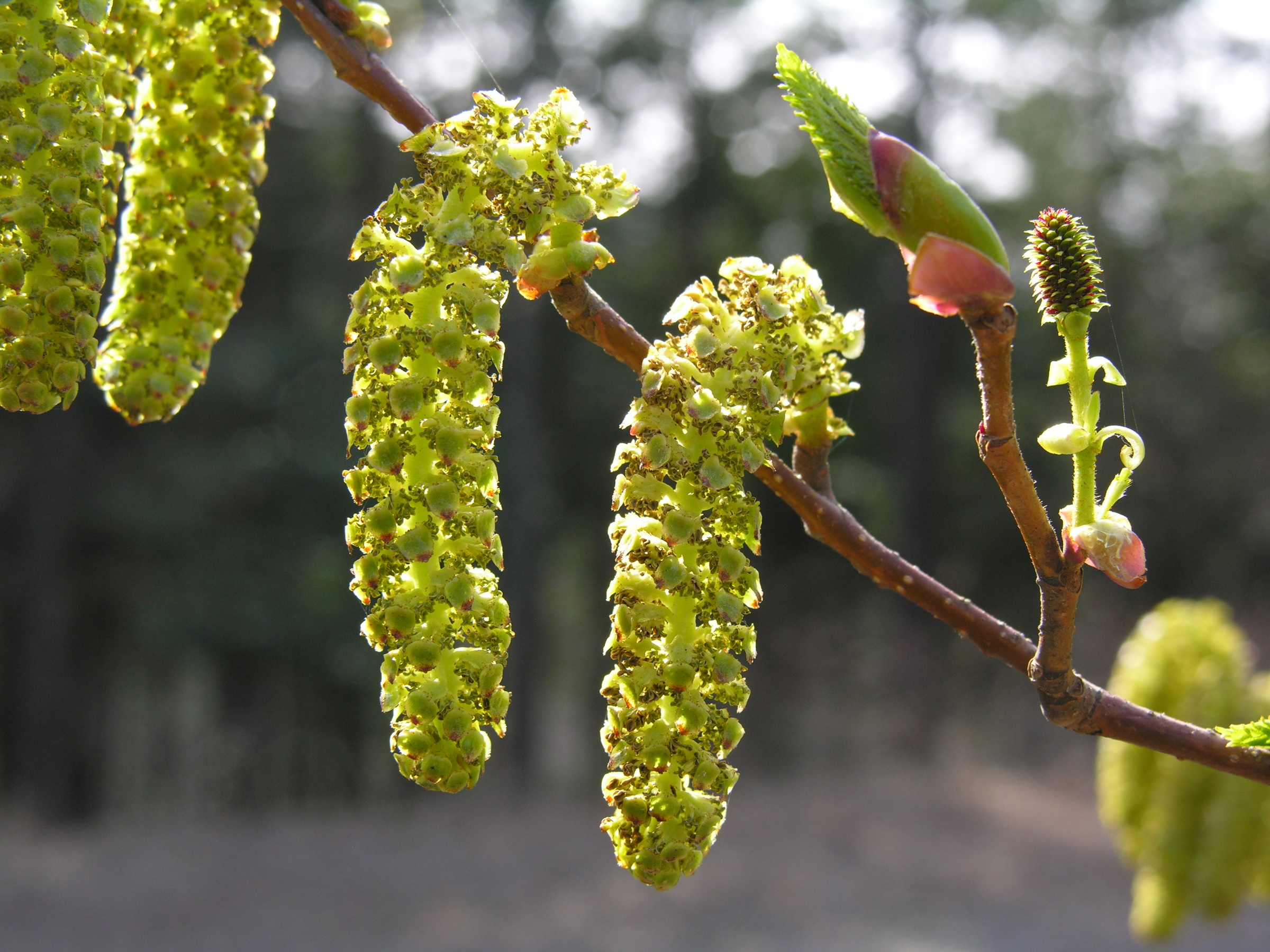
Samčí a samičí květenství olše Sieboldovy
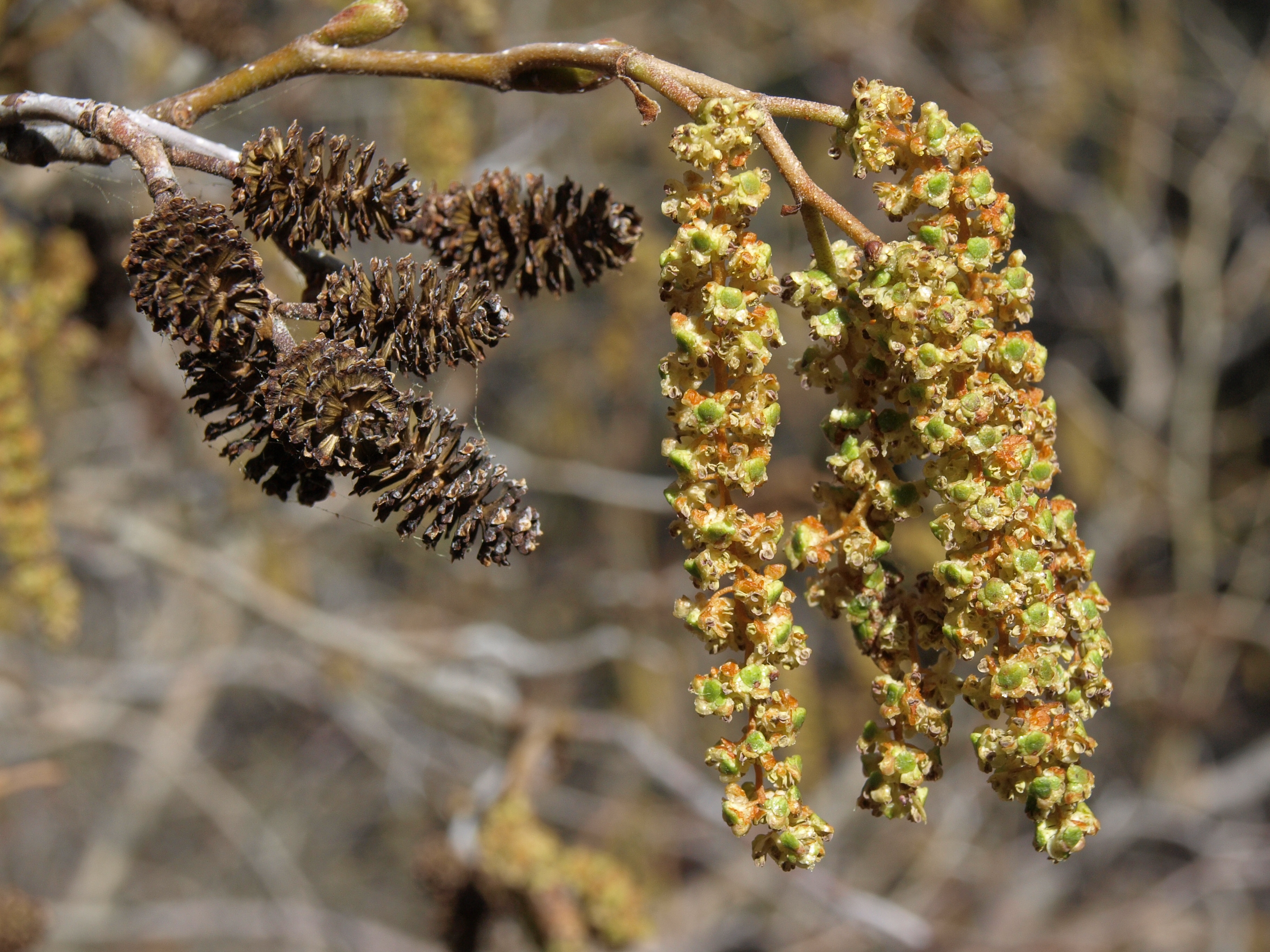
Loňské samičí šištice a samčí jehnědy olše šedé

## Rozšíření
Rod olše zahrnuje asi 41 druhů. Je rozšířen v temperátních, boreálních a arktických oblastech Eurasie (s přesahem do severní Afriky) a Severní Ameriky, několik druhů se vyskytuje i v horách Latinské Ameriky. Nejvíce druhů roste v Číně (13 druhů, z toho 7 endemických) a Japonsku (12 druhů, z toho 7 endemických). Největší areál má olše zelená, rozšířená v mírném pásu téměř celé severní polokoule, a olše šedá, rovněž rozšířená v Eurasii i Severní Americe.
V České republice se vyskytují 3 druhy. Olše lepkavá je hojný strom vlhkých stanovišť zejména v nižších a středních polohách, v horských a podhorských oblastech je hojnější olše šedá.
Oba druhy jsou rozšířeny v podstatě v celé Evropě. Keřovitě rostoucí olše zelená má centrum evropského rozšíření v horských polohách, kde se vyskytuje zejména na lavinových drahách. Výskyt v jižních Čechách a jihozápadním cípu Moravy je považován za původní, jinde byla vzácně vysazována. Mimo těchto tří druhů se v Evropě vyskytuje ještě olše srdčitá, která je endemitem jižní části Apenin a severovýchodní Korsiky.
V Asii zahrnuje areál rodu téměř celý kontinent od Turecka až po Japonsko a severní Indočínu. Chybí v Arábii, v Indii, jihovýchodní Asii a některých středoasijských republikách.
Do severní Afriky zasahuje pouze olše lepkavá, jiný druh se v Africe nevyskytuje.
Ze Severní Ameriky je uváděno 7 druhů olší. Největší areál má olše šedá a olše zelená, z čistě severoamerických druhů pak olše červená na západě a olše pilovitá na východě a jihovýchodě kontinentu. Dva ze severoamerických druhů přesahují i do Mexika. Mimo to se v Latinské Americe vyskytují ještě další dva druhy. Olše jorullenská roste v Mexiku a Střední Americe, druh Alnus acuminata je rozšířen z Mexika přes jihoamerické Andy až do Argentiny a jako jediný zasahuje i na jižní polokouli. Oba druhy rostou ve vyšších nadmořských výškách mezi 1800 a 3800 metry.
Olše často rostou na podmáčených nebo málo úživných stanovištích na písčitých či rašelinných půdách a podobně. Některé severoamerické druhy jsou pionýrské dřeviny osidlující půdu po tání ledu v ledovcových morénách.

## Ekologické interakce

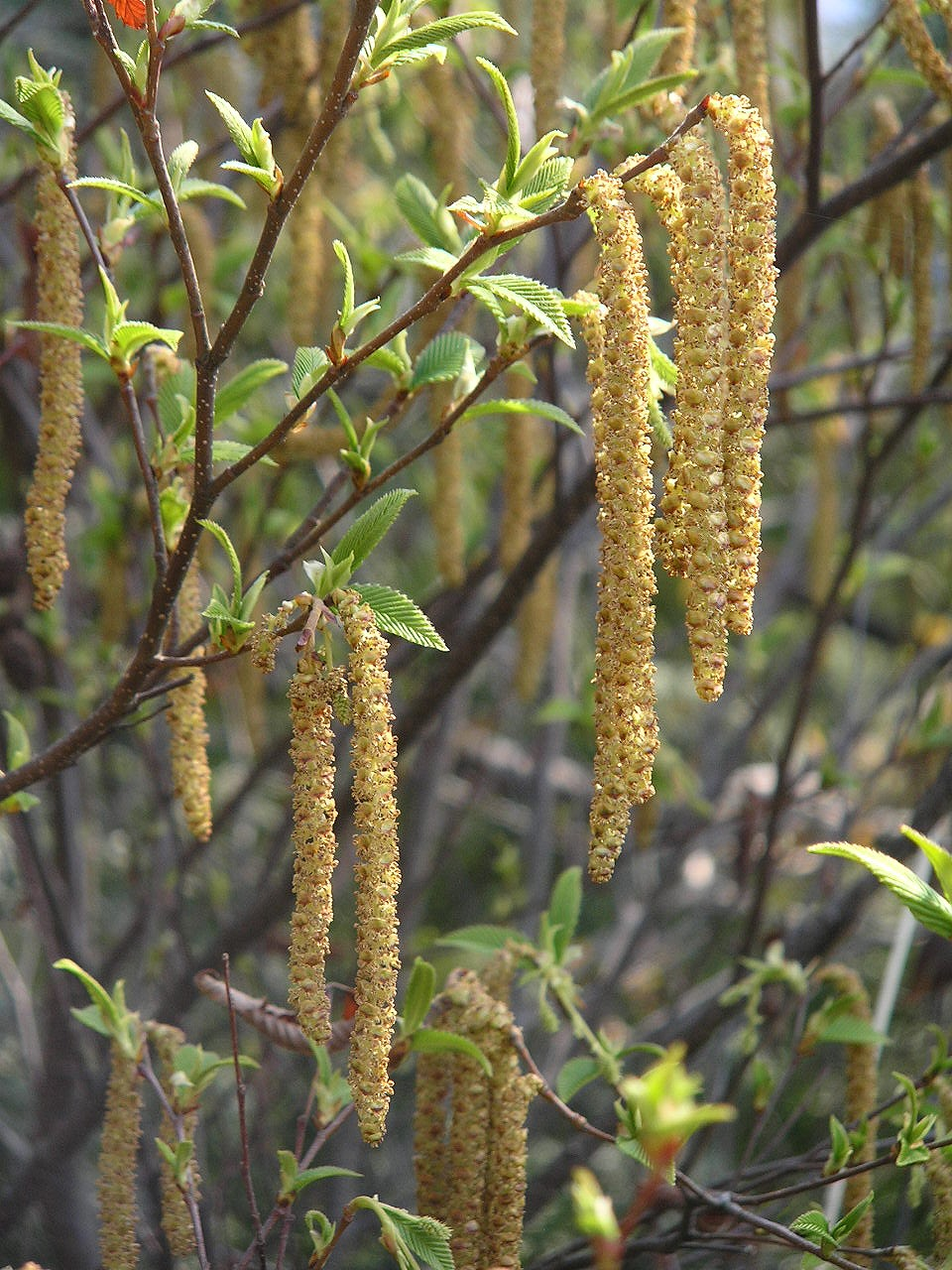
Rozkvetlá olše tuhá se samčími jehnědami

Květy olší jsou opylovány větrem a vytvářejí značné množství pylu. Samoopylení je zabráněno dichogamií. Samičí květy zpravidla dozrávají dříve než samčí, někdy je tomu však i naopak.
Drobné křídlaté plody jsou roznášeny vzdušnými proudy. Plody některých druhů včetně olše lepkavé plavou na hladině a vydrží ve vodě po dlouhou dobu, aniž by ztratily klíčivost.
Olše žijí v obligátní symbióze s bakterií Frankia alni ze skupiny aktinomycet, která je schopna fixovat vzdušný dusík. K fixaci N2 dochází prostřednictvím enzymu nitrogenázy ve striktně anaerobním prostředí (bez přístupu vzduchu), které zajišťují hlízky na olšových kořenech.
Díky této symbióze jsou olše schopny osidlovat i živinami velmi chudé biotopy, jako jsou ledovcové morény nebo rašeliniště, jejichž půdu zároveň obohacují živinami a coby rychle rostoucí pionýrské dřeviny ji připravují pro další sukcesní stádia. U Alnus nepalensis bylo zjištěno, že množství fixovaného dusíku na hektar porostu může dosahovat i 100 kg měsíčně.
K tvorbě hlízek stimuluje kořeny přítomnost symbiotických bakterií v půdě. Jejich hyfy prorůstají do kořenového vlášení a hostitel je obaluje polysacharidovým pouzdrem. Následně se vlákna bakterie rozrůstají v primární kůře kořene, jejíž buňky se následkem toho dělí a primární hlízka se rozrůstá v typické útvary korálovitého vzhledu. Ve zralé tkáni hlízek se hyfy bakterií rozpadají na měchýřky s komplexní vnitřní strukturou. Rostlina obaluje tyto měchýřky membránou a na rozhraní membrány a měchýřku pravděpodobně dochází k vlastní fixaci N2. Anaerobní prostředí pro činnost enzymu je zajišťováno látkou blízkou hemoglobinu, zvanou flavohemoglobin, která na sebe s velkou účinností váže kyslíkové molekuly. Tato látka zároveň zásobuje kyslíkem bakterie. Vlastní flavohemoglobin syntetizuje rostlina, prekurzor (hemovou skupinu) jí však dodávají bakterie.
Olšové listy požírají larvy i dospělci některých mandelinkovitých brouků, jmenovitě bázlivce olšového, bázlivce čárkovaného a mandelinky olšové. Jsou také živnými rostlinami housenek řady denních i nočních motýlů, mezi něž mezi jinými náleží babočka osiková, batolec červený, batolec duhový, lišaj topolový, lišaj lipový, lišaj paví oko, martináč habrový, martináč hrušňový, martináč bukový a ostruháček jilmový. Ve větvích občas vrtají housenky drvopleně obecného.
V Severní Americe jsou živnými rostlinami některých atraktivních otakárků (Papilio eurymedon, Papilio glaucus, Papilio rutulus), martináčů (Actias luna, Antheraea polyphemus, Eacles imperialis, Hyalophora cecropia), babočkovitých motýlů (Basilarchia arthemis, Polygonia faunus, Polygonia oreas, Polygonia satyrus) i lišajů (Amorpha juglandis, Dolba hyloeus, Sphinx gordius, Sphinx luscitiosa). V Asii se na nich živí mj. martináči Actias luna a Actias gnoma a různé nesytky rodu Synanthedon.

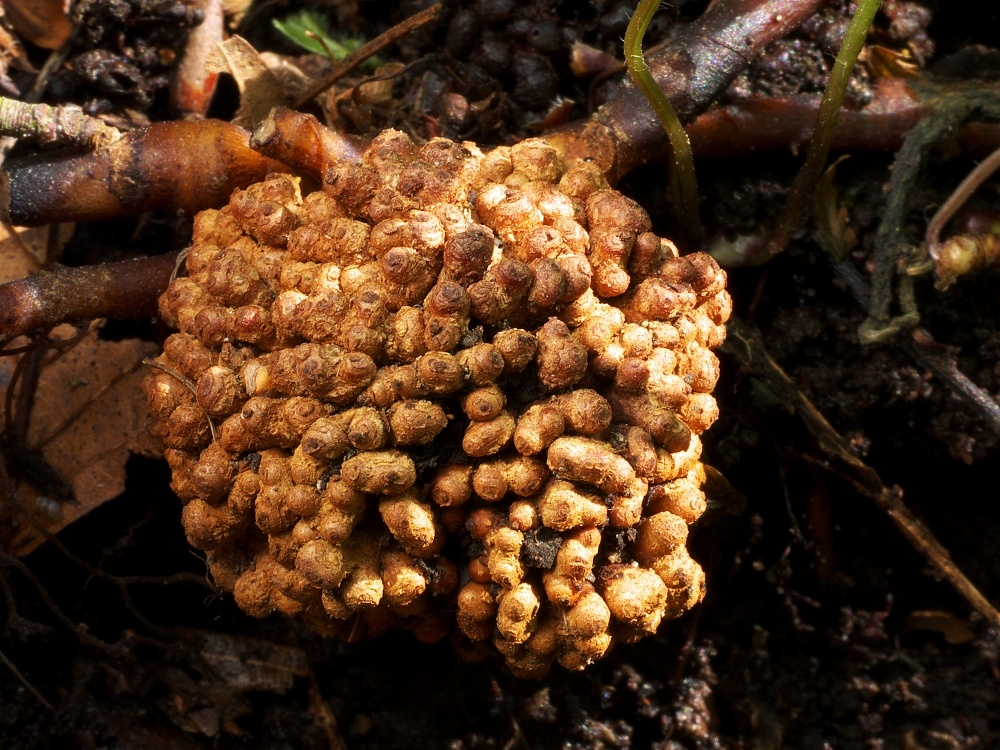
Hlízky na kořenech olše s bakterií Frankia alni, vázající dusík
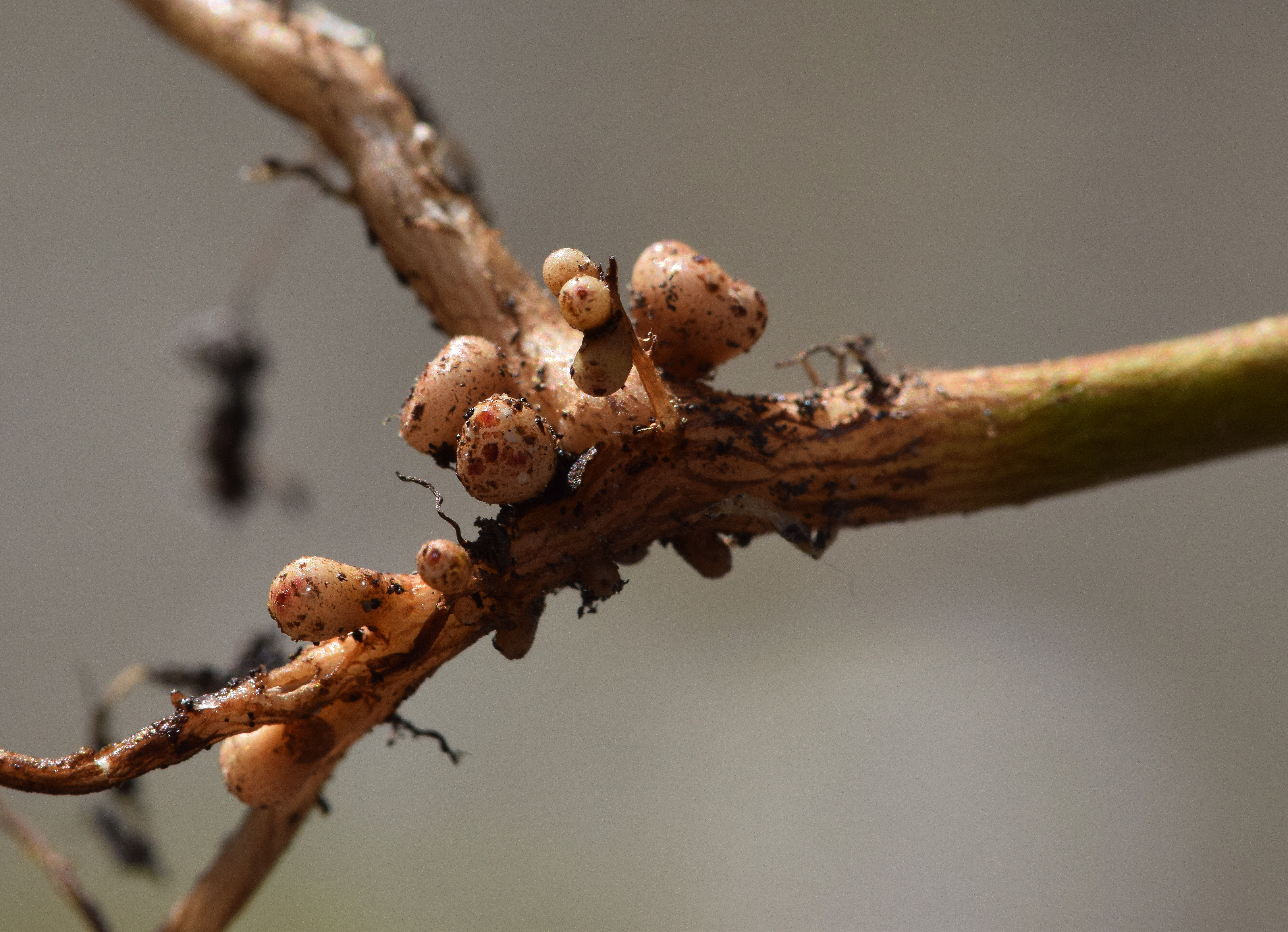
Detail hlízek
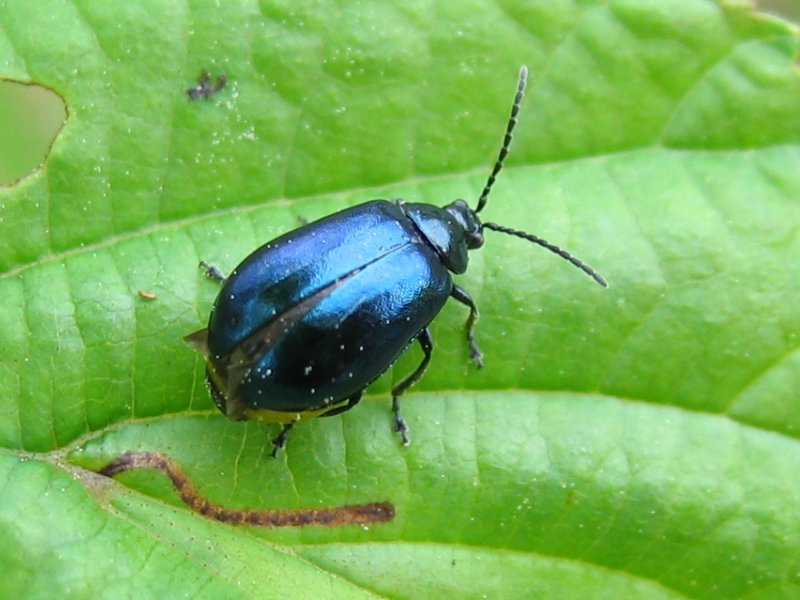
Bázlivec olšový
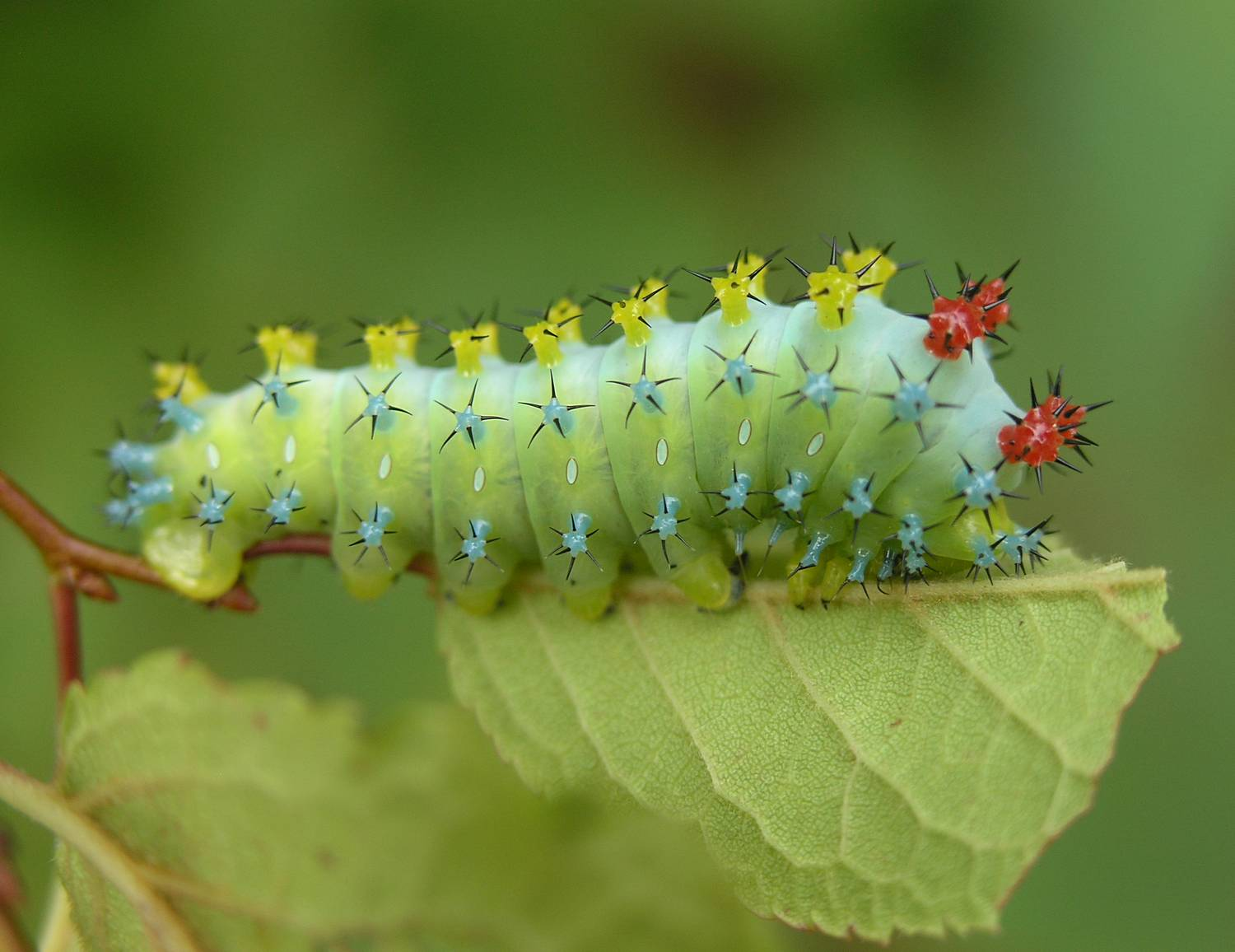
Housenka severoamerického martináče Hyalophora cecropia

## Obsahové látky
Olše obsahují poměrně širokou paletu různých látek, zahrnující zejména rozličné polyfenoly, diarylheptanoidy, flavonoidy, triterpenoidy a steroidy.
Olše lepkavá a olše šedá obsahují triterpenoidy alnusenon, taraxerol a taraxeron. Z olše lepkavé byly izolovány steroidy brassinolid a kastasteron.
Z biologicky aktivních komponent olší jsou nejdůležitější diarylheptanoidy. Fenolické sloučeniny a flavonoidy jsou nositeli antioxidačního účinku. U některých triterpenoidů byla prokázána aktivita vůči nádorovým buňkám, inhibice enzymů viru HIV a ochranný efekt na jaterní buňky.
V kůře Alnus nitida je obsaženo žluté barvivo kaempferol.

Triterpenoid taraxerol, obsažený v olši šedé i olši lepkavé
Steroid brassinolid z olše lepkavé

## Prehistorie

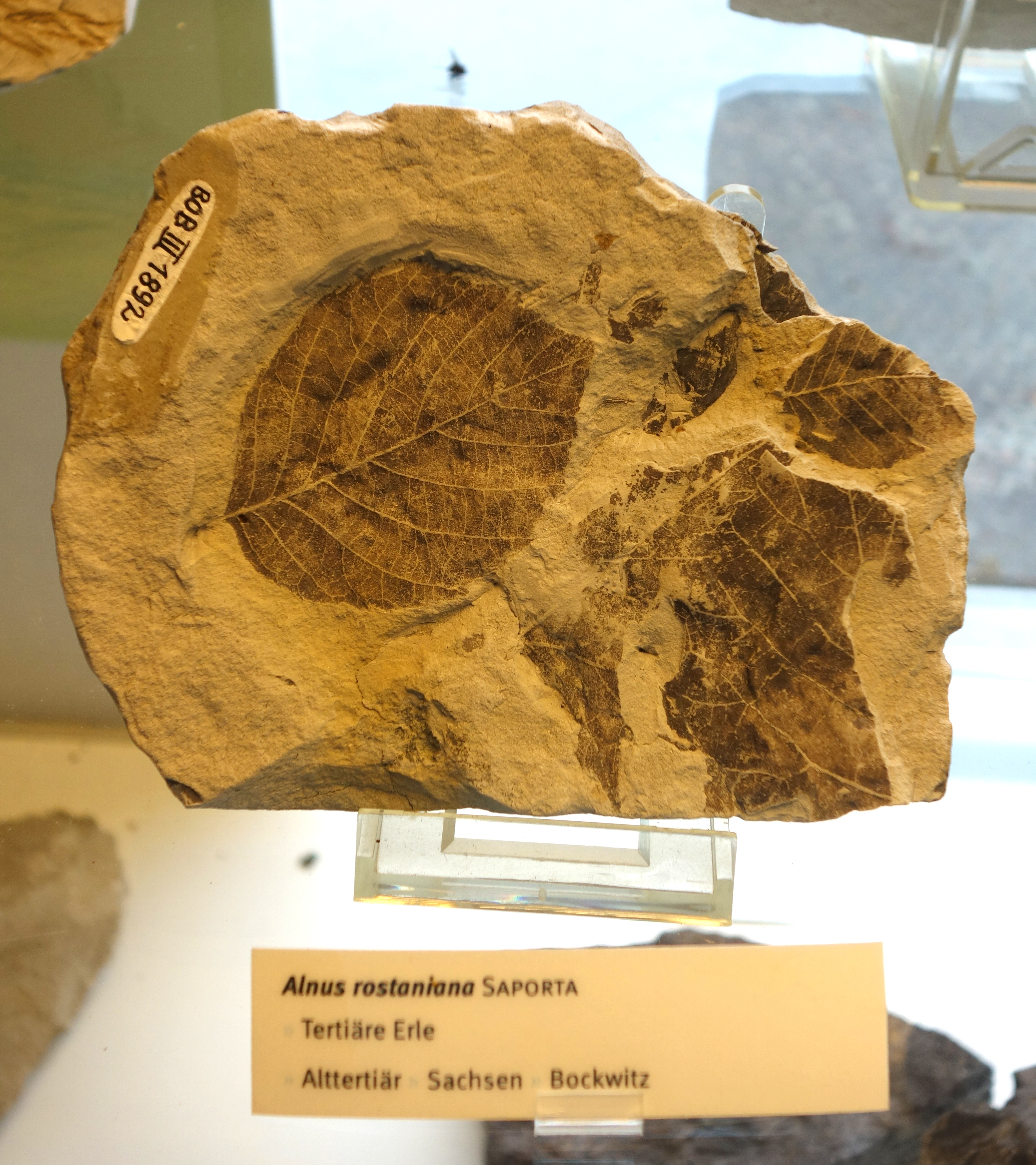
Fosilní listy †Alnus rostaniana

Nejstarší zachovalé šištice olše byly nalezeny v Oregonu a pocházejí z období středního eocénu. Spolu s nimi byly nalezeny i fosílie listů a samčích jehněd. Pylová zrna velmi blízká pylu olší jsou známa již ze svrchní křídy z období santonu. Rod byl nazván †Alnipollenites a na samém konci křídového období byl široce rozšířen v Eurasii i Severní Americe.
Fosílie několika druhů olší třetihorního stáří jsou nacházeny též v podkrušnohorských hnědouhelných pánvích, mezi jinými †Alnus gaudinii, †Alnus julianiformis a †Alnus rostaniana.

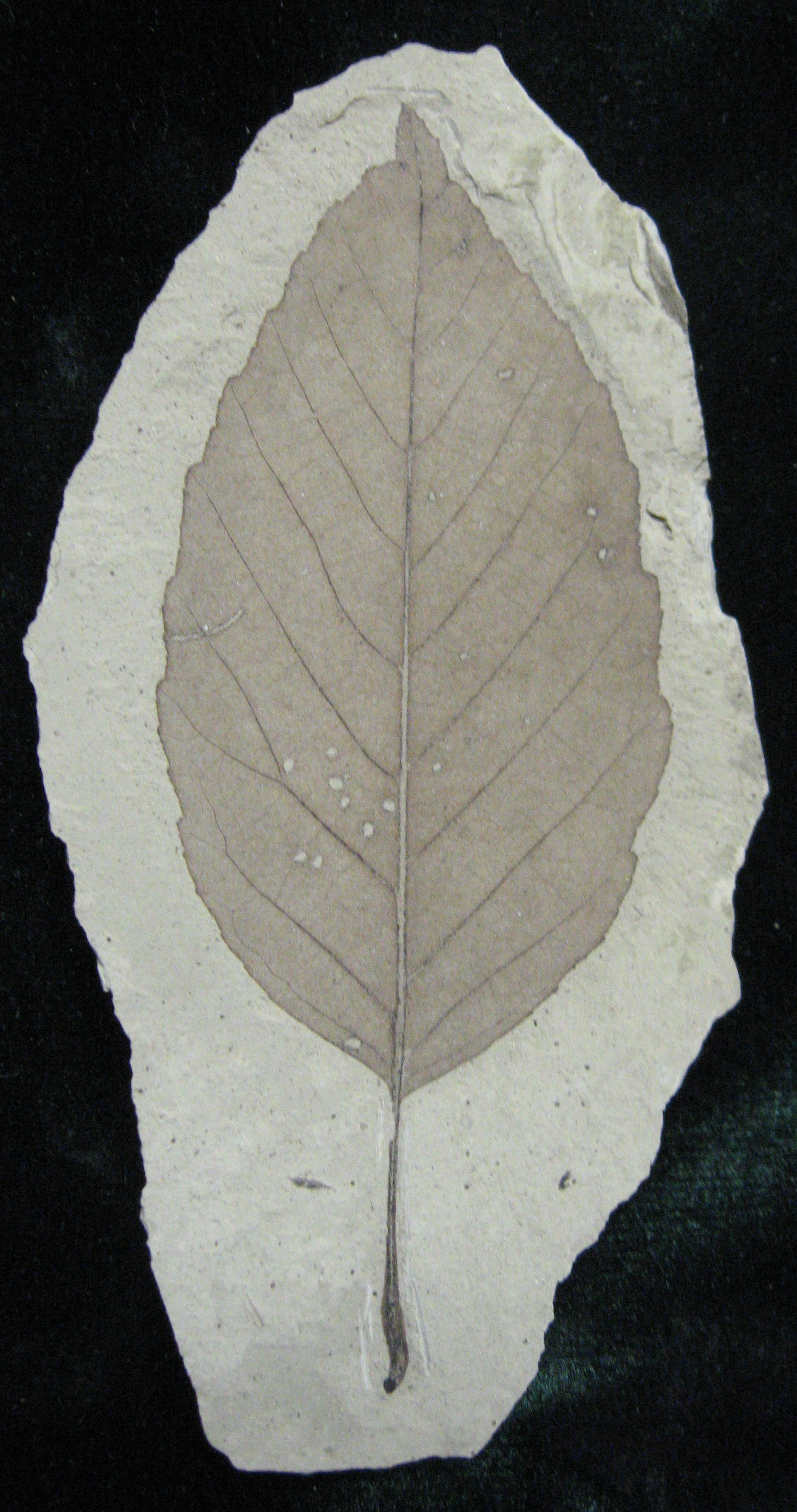
Fosilní list †Alnus parvifolia z raného eocénu
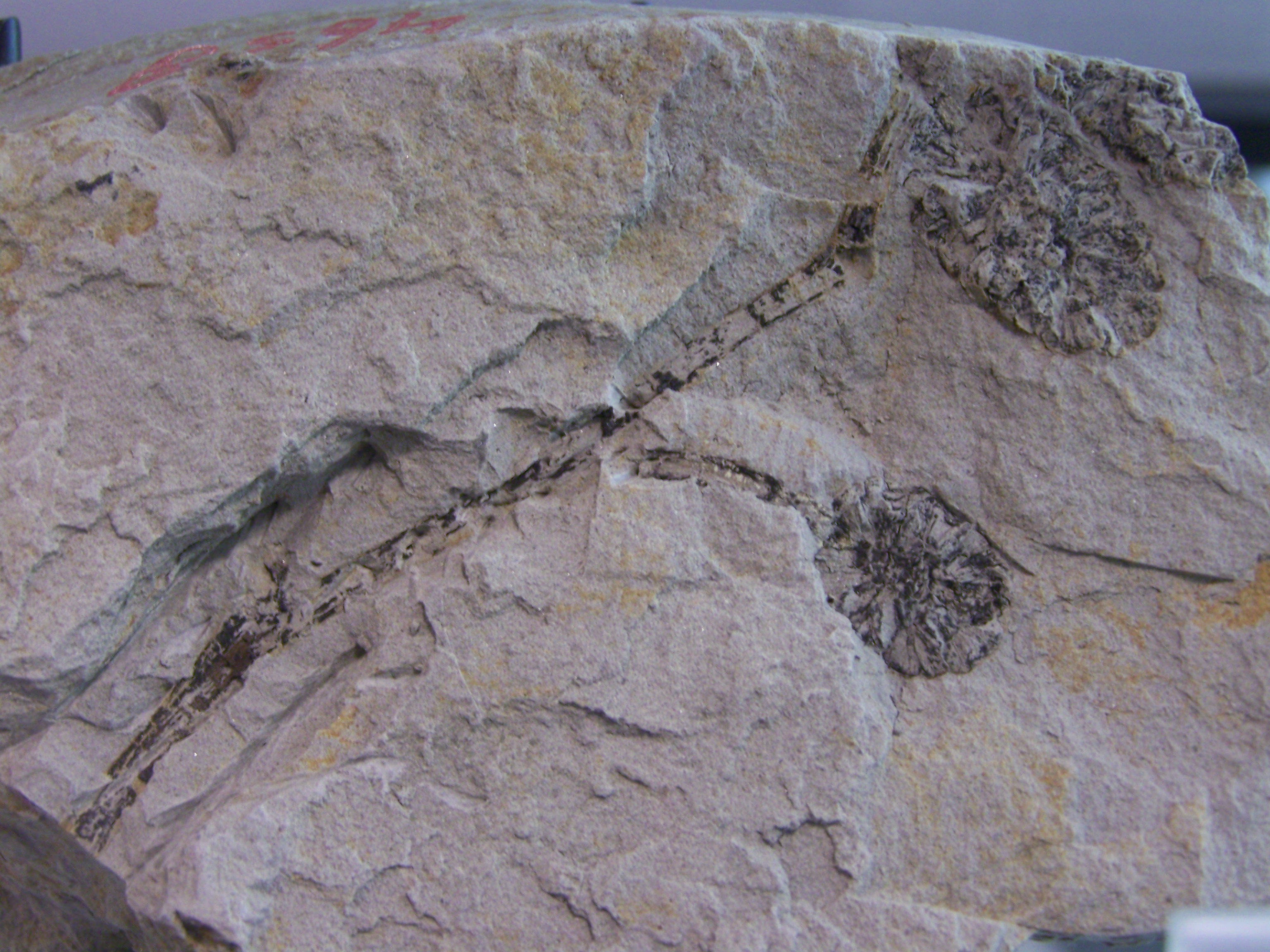
Fosilní šištice †Alnus kefersteinii z období miocénu

## Taxonomie
Rod Alnus je v rámci čeledi Betulaceae řazen spolu s rodem Betula do podčeledi Betuloideae.
Je rozdělován do tří podrodů. Alnus subg. Alnobetula představuje bazální větev rodu a vykazuje některé znaky přechodné k sesterskému rodu Betula, jako jsou přisedlé pupeny, kryté několika střechovitě se překrývajícími šupinami, a přítomnost krátkých i dlouhých olistěných výhonů. V minulosti byl oddělován do samostatného rodu Alnobetula, resp. Duschekia. Zahrnuje 5 převážně keřovitě rostoucích druhů, rozšířených převážně ve východní Asii, s centrem rozšíření v Japonsku, kde rostou tři endemické taxony. Druh Alnus alnobetula má rozsáhlý areál v temperátním pásmu severní polokoule. Do podrodu Alnus subg. Clethropsis jsou řazeny 4 druhy, které se vyznačují podzimním kvetením a nahými pupeny. Jsou rozšířené v Asii i Severní Americe. Zbývající druhy jsou řazeny do nominátního podrodu Alnus subg. Alnus.
V minulosti byl na základě morfologie rozlišován ještě podrod Alnus subg. Cremastogyne, který se vyznačuje pupeny krytými dvěma šupinami a jednotlivými samičími šišticemi. Výsledky fylogenetických studií však ukázaly, že tvoří vývojovou větev vmezeřenou v podrodu Alnus a oba podrody byly sloučeny.
V roce 2017 byly od diploidního druhu Alnus glutinosa odděleny dvě tetraploidní mikrospecie: Alnus lusitanica, rozšířená na Pyrenejském poloostrově, a Alnus rohlenae z Dinárských hor.

## Zástupci
- olše červená (Alnus rubra)
- olše chlupatá (Alnus hirsuta), též olše drsná
- olše chobotnatá (Alnus sinuata)
- olše japonská (Alnus japonica)
- olše jorullenská (Alnus jorullensis)
- olše kamčatská (Alnus kamtschatica)
- olše keřovitá (Alnus fruticosa)
- olše kosníkovitá (Alnus rhombifolia), též olše kosočtvercolistá
- olše lepkavá (Alnus glutinosa)
- olše lesklá (Alnus nitida)
- olše Matsumurova (Alnus matsumurae)
- olše Maximovičova (Alnus maximowiczii)
- olše perská (Alnus subcordata)
- olše pilovitá (Alnus serrulata)
- olše pobřežní (Alnus maritima)
- olše podlouhlolistá (Alnus oblongifolia)
- olše Sieboldova (Alnus sieboldiana)
- olše Spaethova (Alnus × spaethii, A. japonica × subcordata)
- olše srdčitá (Alnus cordata)
- olše svraskalá (Alnus rugosa)
- olše šedá (Alnus incana)
- olše tenkolistá (Alnus tenuifolia), též olše jemnolistá
- olše tuhá (Alnus firma)
- olše vlnatá (Alnus lanata)
- olše východní (Alnus orientalis)
- olše zelená (Alnus alnobetula)[24][25]

## Význam

### Okrasné zahradnictví
Olše vesměs nemají příliš velkou okrasnou hodnotu a hodí se spíše do různých parkových úprav. Jsou však mezi nimi i vcelku estetické formy, například zlatolisté kultivary ('Aurea') olše lepkavé a olše šedé. Zblízka mají zajímavý vzhled také stříhanolisté kultivary, jako je kultivar olše lepkavé 'Imperialis' nebo kultivary olše lepkavé i šedé 'Laciniata'. Některé druhy mohou při dostatku prostoru vyrůst v působivé solitéry.

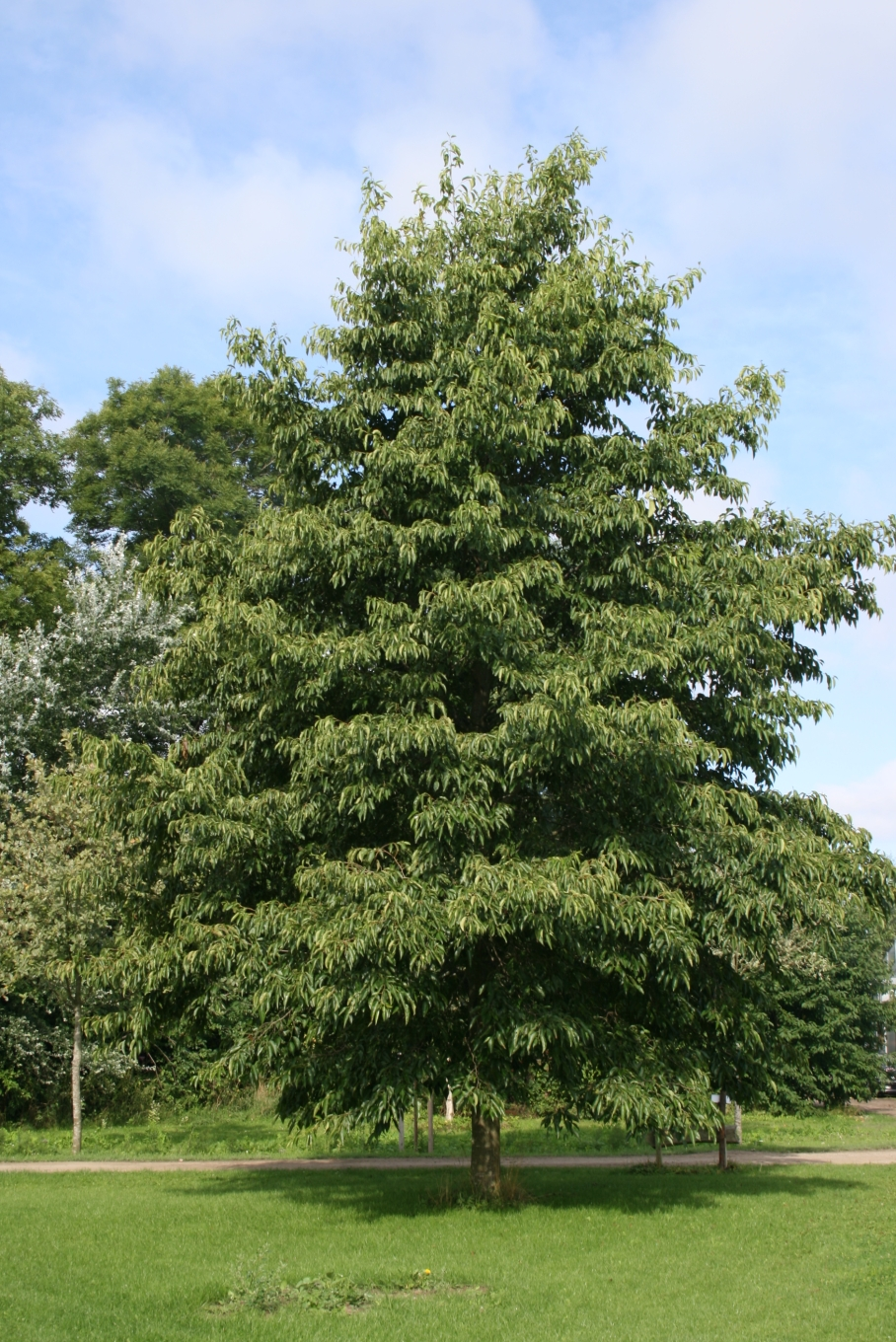
Olše Spaethova jako okrasný strom
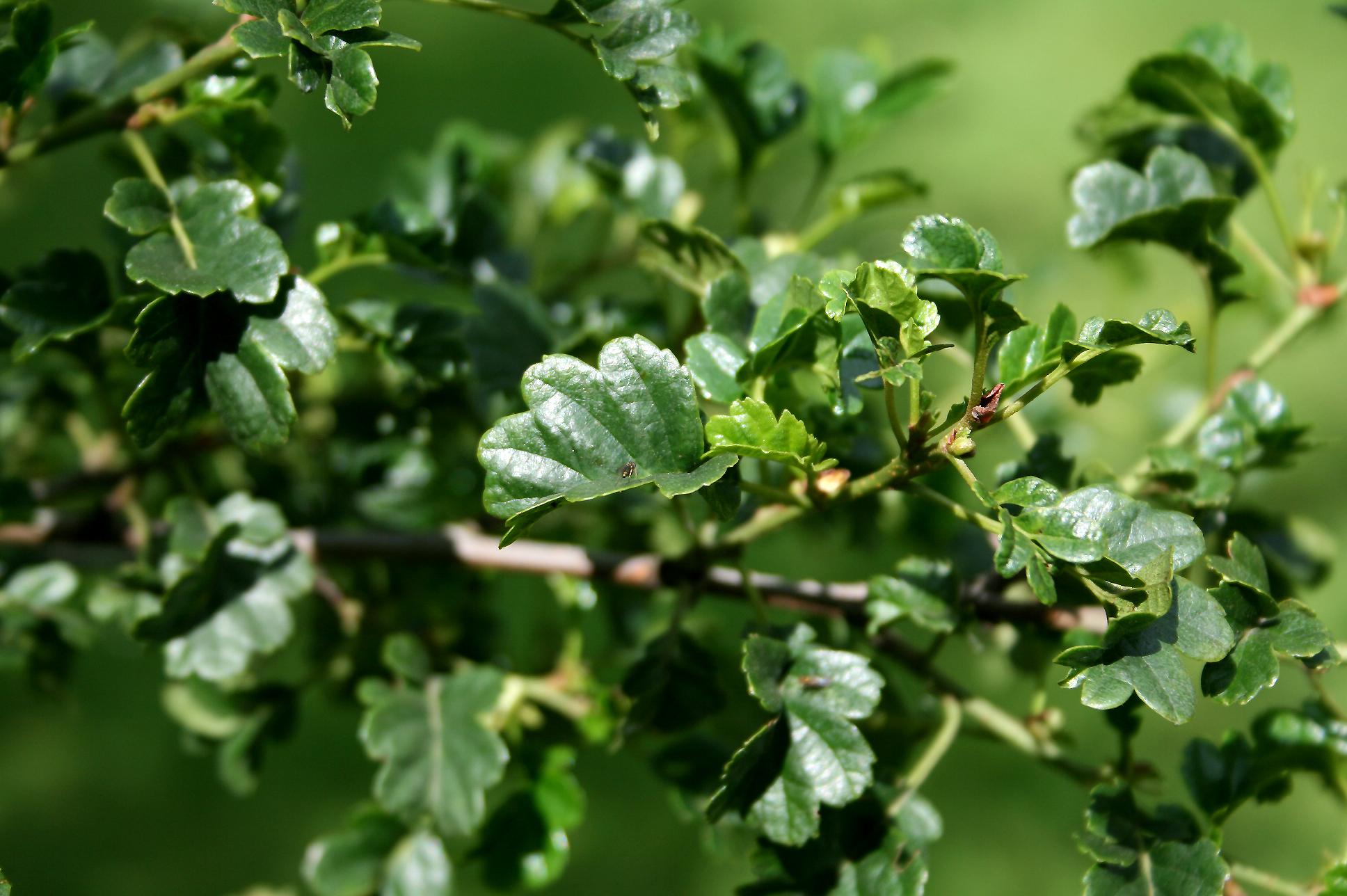
Olše lepkavá, kultivar 'Incisa' s členěnými listy
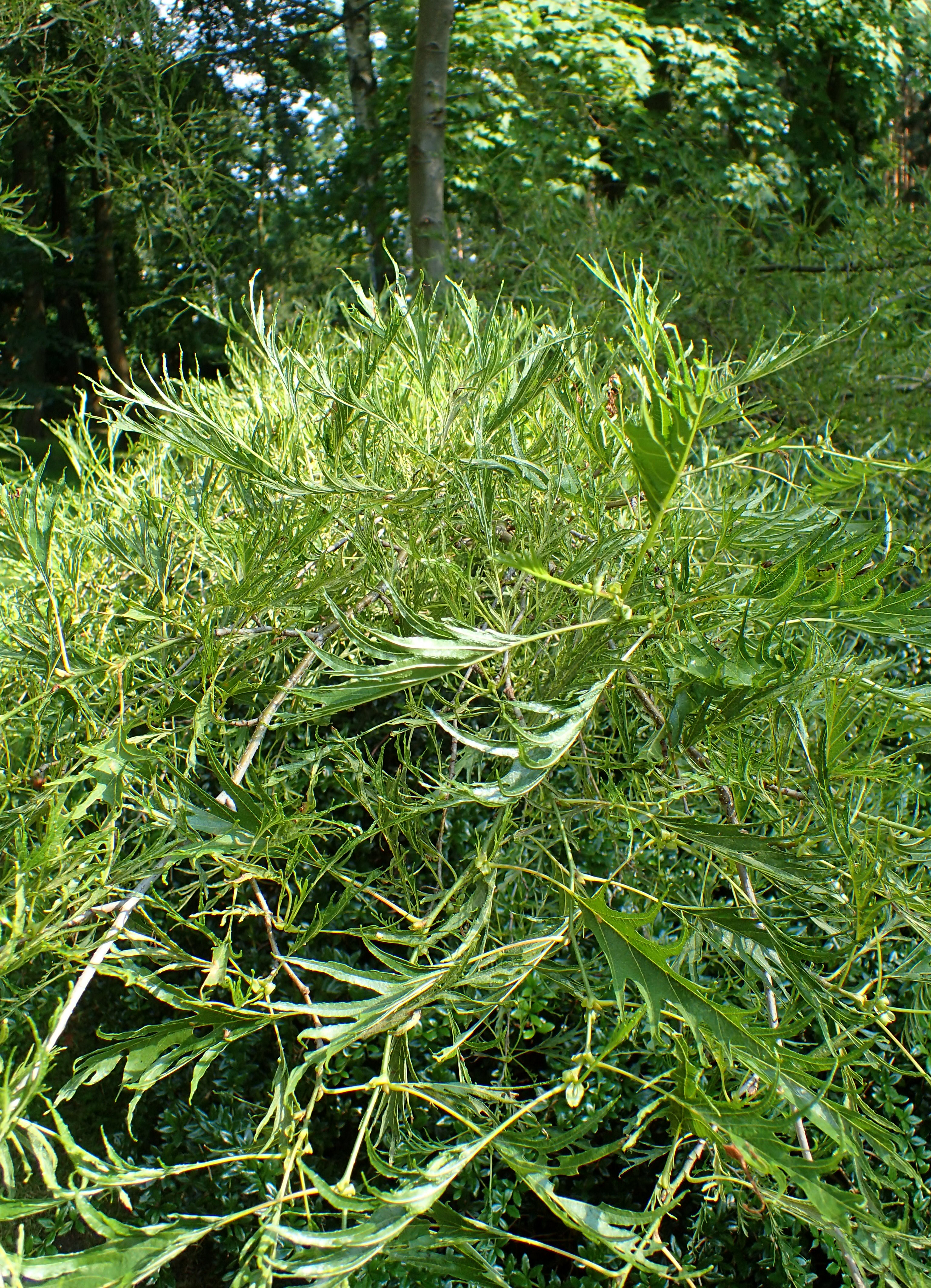
Olše lepkavá, kultivar 'Imperialis' se silně dřípenými listy
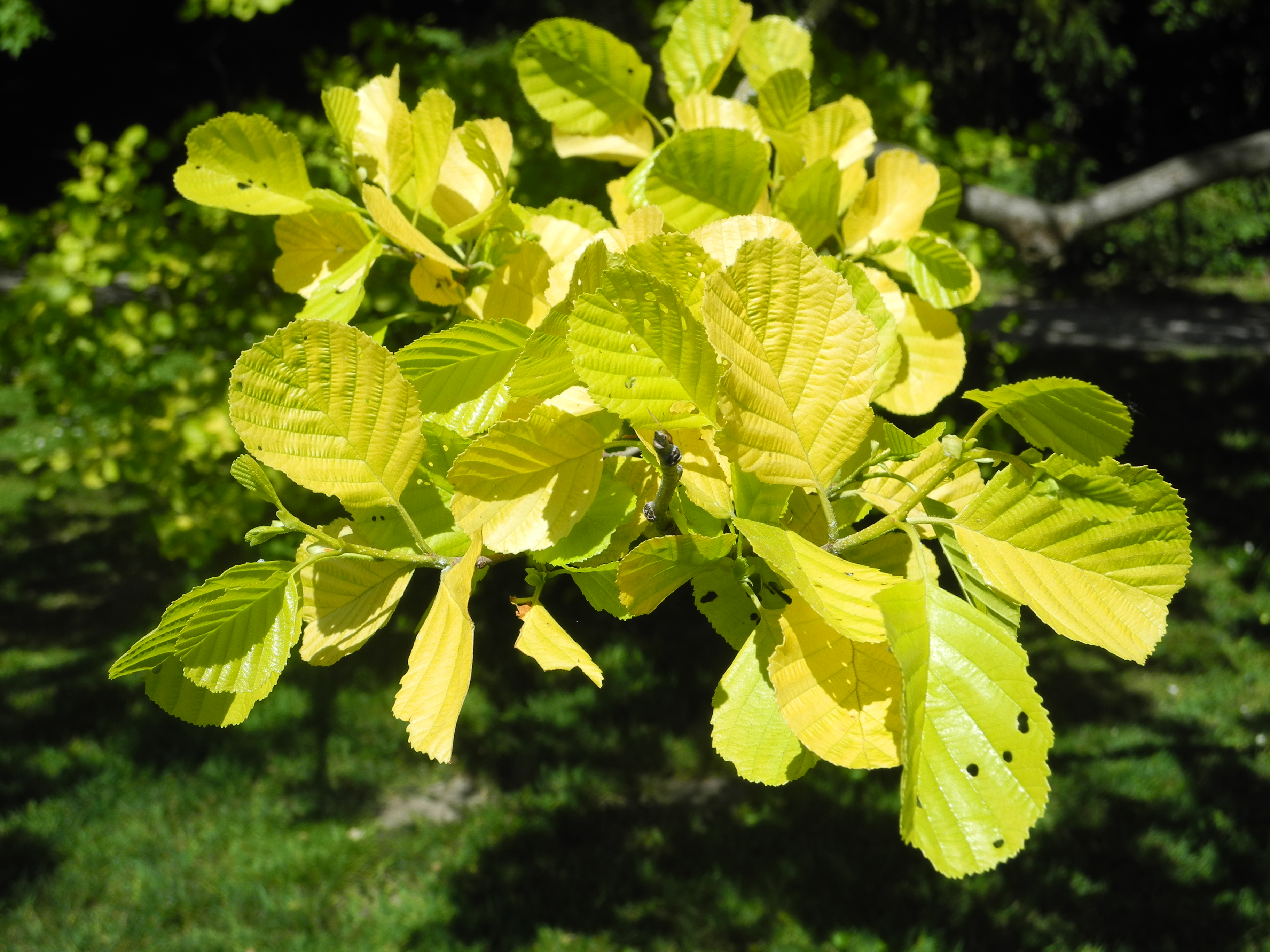
Alnus glutinosa 'Aurea'

### Dřevo
Dřeva různých druhů olší jsou si vzhledově dosti podobná.
Olše lepkavá poskytuje poměrně měkké dřevo s homogenní strukturou. Po pokácení je nejprve oranžově červené, později světle hnědé až červenohnědé. Stárnutím tmavne. Běl není zřetelně odlišená od jádrového dřeva. Dřevo je snadno opracovatelné a odolné vůči vodě. Zpracovává se zejména na dýhy, překližky, pilíře, dřeváky a soustružené výrobky. Dřevěné uhlí ze dřeva olše lepkavé se používá k výrobě černého střelného prachu. Řezivo bývá obchodováno spíše zřídka. Obdobné využití má i dřevo olše šedé. Ze dřeva severoamerické olše červené se vyrábějí těla elektrických kytar. Dřevo latinskoamerických druhů Alnus jorullensis a Alnus acuminata slouží zejména k výrobě nábytku, konstrukcí a podpatků. Tvrdé dřevo olše chlupaté je v Číně používáno na výrobu zemědělského nářadí a nábytku. V Mexiku se z trvanlivého dřeva olší dělají železniční pražce.
Olšové dřevo figuruje na trhu se dřevem jako alternativa k jasanovému dřevu na výrobu násad zemědělského náčiní a sportovních pomůcek. Díky velmi nízké tuhosti a střední pevnosti v tlaku jej lze dobře ohýbat (i když ne tak dobře jako jasan). Dřevo lze dobře opracovávat jak strojem, tak manuálně, řezné nástroje se tupí jen minimálně. Bělová část není trvanlivá a je dobré ji impregnovat. Hrozí napadení červotočem.
Dřevo olše se používá na výrobu tradičních českých dřeváků. Mimo to má speciální využití i v Japonsku v uměleckém řezbářství a sochařství – pokroucené stromy olše jsou tam ceněným artiklem. I když dřevo nemá výraznou texturu, najdeme jej i jako složku mozaikových podlah, kde v kombinaci s tmavšími odstíny jiných druhů dřeva vytváří velmi dekorativní dojem. V některých domácnostech se olše používá i jako tzv. falešný mahagon. Při adekvátním nalakování jsou totiž oba druhy dřeva pohledem k nerozeznání. Mahagon je ovšem daleko tvrdší a dražší.[zdroj?]
Ve stavebnictví se dřevo olše využívá díky nízkému obsahu pryskyřic a nízké tvorbě třísek jako obklad a podlahová krytina sauny (dobrá teplotní odolnost) nebo na speciální podlahy (divadelní jeviště).

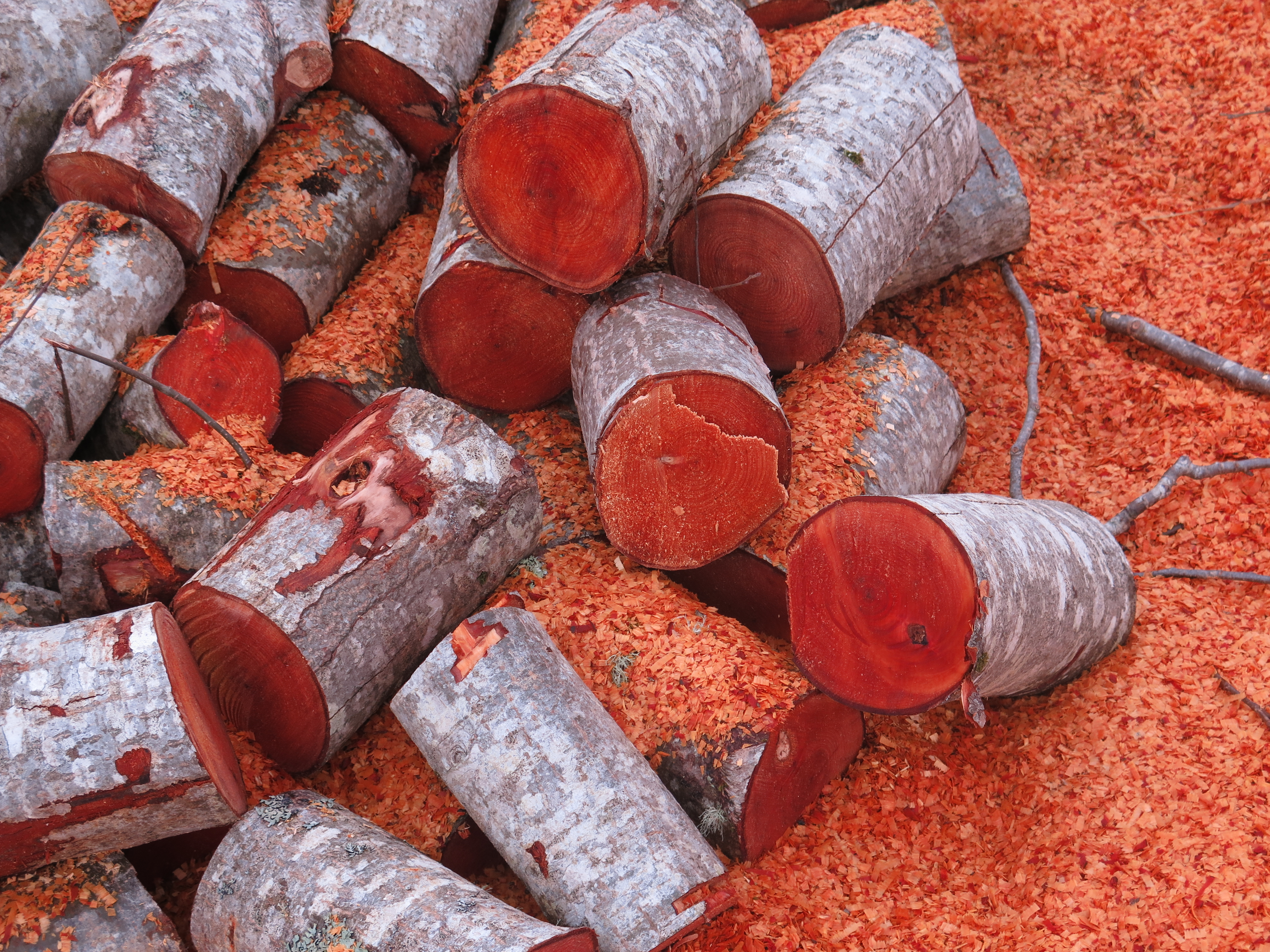
Čerstvě pokácené dřevo olše šedé
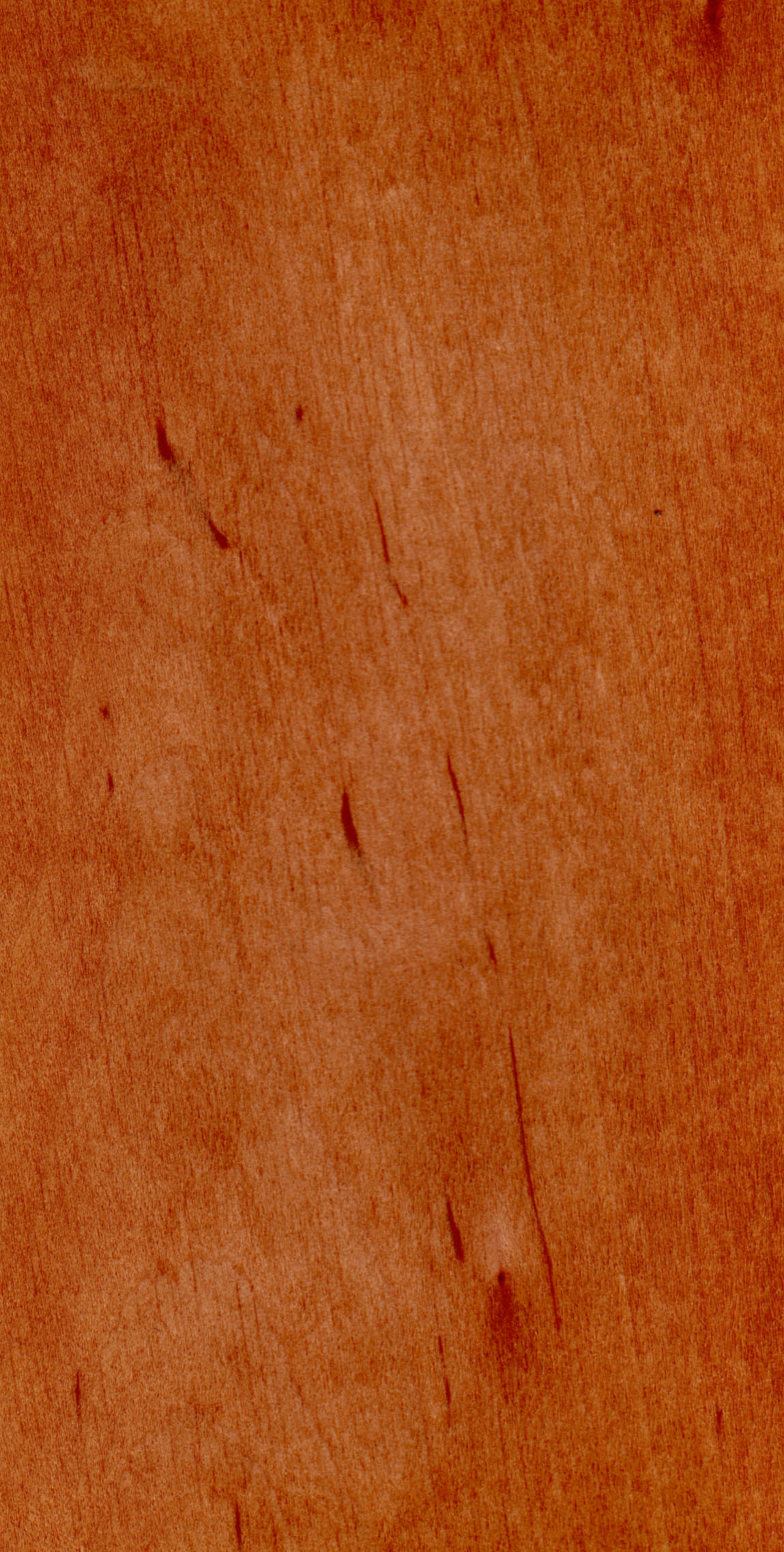
Dřevo olše lepkavé
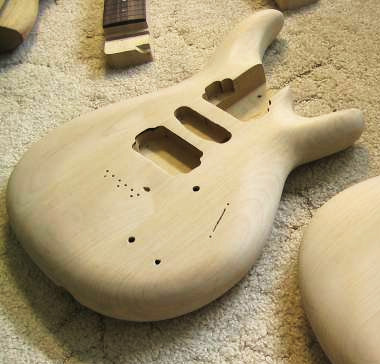
Kytarové tělo z olšového dřeva

### Medicína
Olše obsahují četné biologicky aktivní látky s protizánětlivým, antimikrobiálním a antivirotickým účinkem, mají prokazatelné protirakovinné působení a ochranný vliv na jaterní buňky.
Odvar z listů nebo kůry olše lepkavé je v klasické fytoterapii podáván zejména při nemocech z nachlazení, průjmech, střevních zánětech a proti prvokům v trávicím ústrojí. Zevně se aplikuje na nehojící se rány, bércové vředy, spáleniny a rozpraskané bradavky při kojení. V asijské medicíně jsou používány téměř všechny místní druhy olší. Jsou používány k léčení celé řady chorob a neduhů včetně rakoviny, žloutenky, zánětu dělohy, revmatismu, úplavice či horeček.
Nejširší využití v Asii má olše lepkavá, olše šedá, olše svraskalá a druh Alnus nepalensis. V Severní Americe náleží mezi lékařsky významné druhy olše šedá, olše červená a olše pilovitá.
Protirakovinné působení látek obsažených v různých druzích olší dokazuje dlouhá řada vědeckých studií.

### Další využití
Šťáva z olše jorullenské a Alnus acuminata je v Latinské Americe používána k vydělávání a barvení kůží.
Suché olšové plody se využívají v akvaristice. Po ponoření do akvária se z nich pomalu uvolňují huminové kyseliny a fenolické sloučeniny, které mají antibakteriální, antimykotické a antiparazitální účinky a mírně snižují pH vody. Vodu zabarvují lehce do hněda. Po nějaké době se na nich utvoří povlak z různých mikroorganismů, které rády konzumují akvarijní krevetky.
Jejich přidání do akvária má pozitivní vliv na tvrdost vody a omezují růst řas. Místo plodů lze přidat výluh z nich.

## Škůdci a choroby

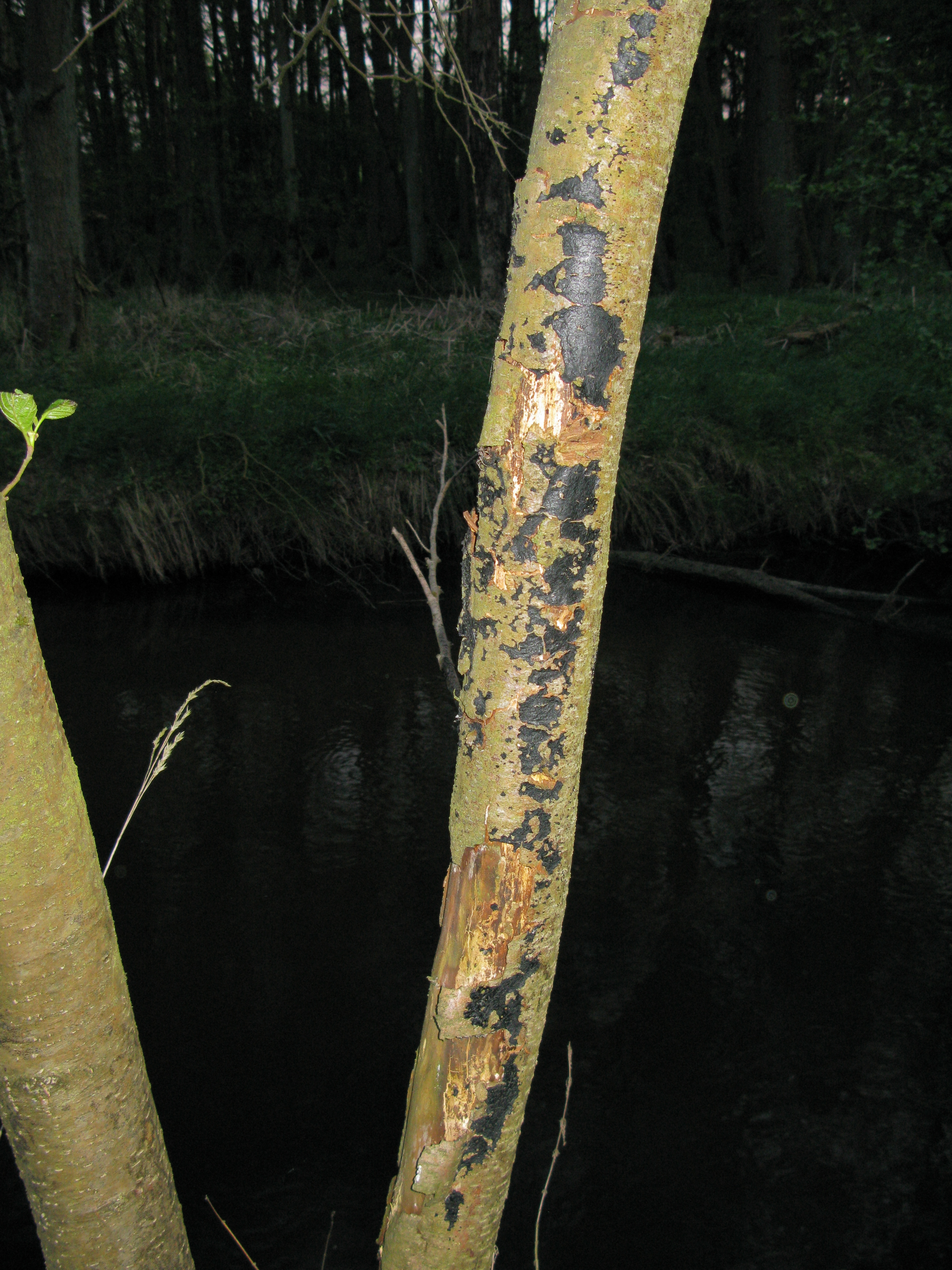
Projevy napadení olše plísní olšovou (Phytophthora alni)

Hlavním hmyzím škůdcem olše je bázlivec olšový, jehož larvy i dospělci ožírají listy. Při masivním výskytu dochází i k holožíru, kdy z listů zůstane pouze žilnatina. Olše také napadá mandelinka olšová (Linaeidea aenea) a bázlivec čárkovaný (Galerucella lineola).
V posledních desetiletích dochází k masivnímu odumírání olše lepkavé v břehových porostech vlivem napadení houbovým patogenem. Choroba se nazývá chřadnutí olší nebo také fytoftorová hniloba kořenů a krčků olší, a je způsobena houbou zvanou plíseň olšová (Phytophthora alni). Patogen se poprvé objevil v roce 1993 v jižní Anglii. V Čechách byla choroba poprvé zjištěna v roce 2001 na západě území a postupně se šíří na východ. Občas napadá i jiné druhy olší. Infekce se projevuje ohniskovým prosycháním, zmenšením a změnou barvy listů a odumíráním vodivých pletiv, které vede k nekrózám a výtoku tmavého exudátu z borky.

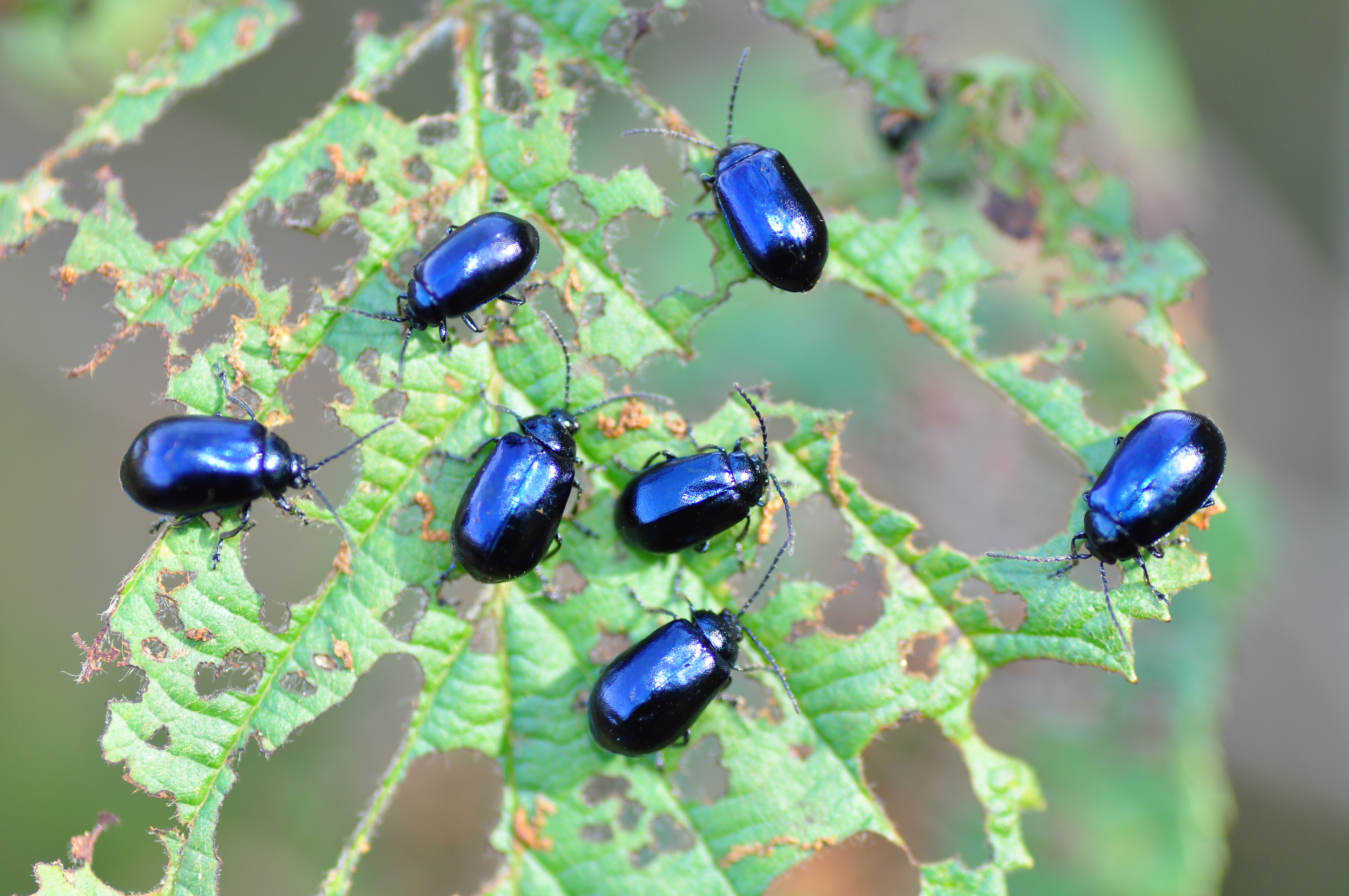
Dospělci bázlivce olšového na listu olše lepkavé
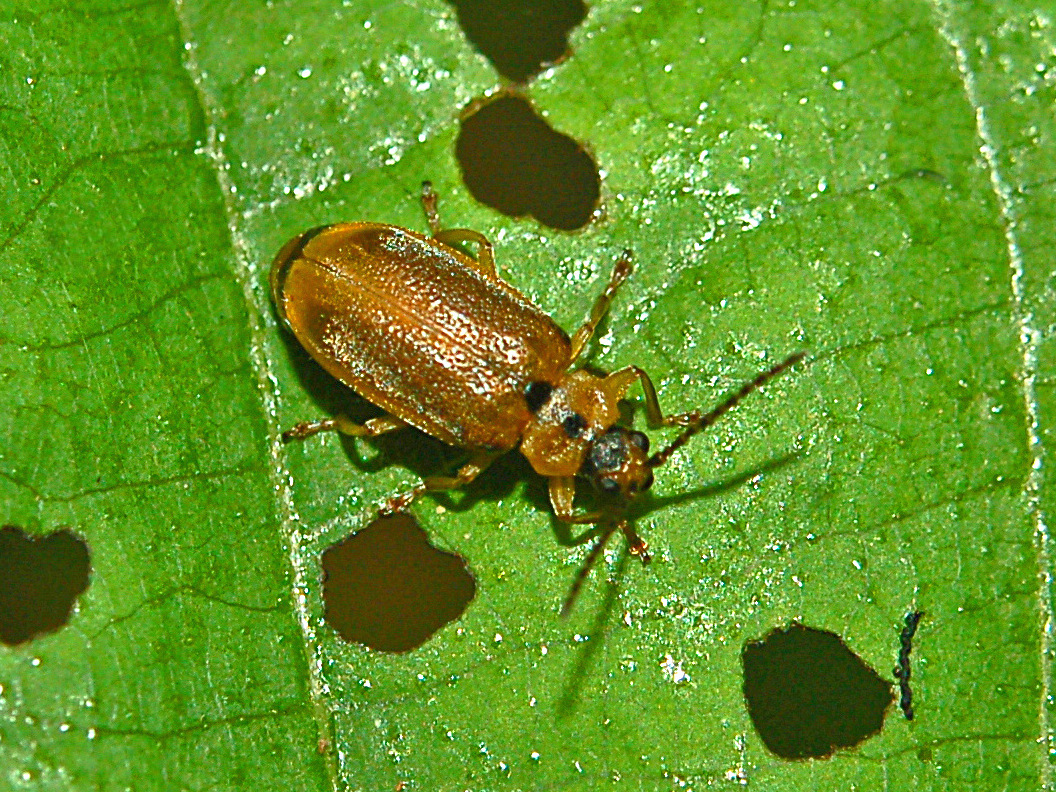
Bázlivec čárkovaný (Galerucella lineola)
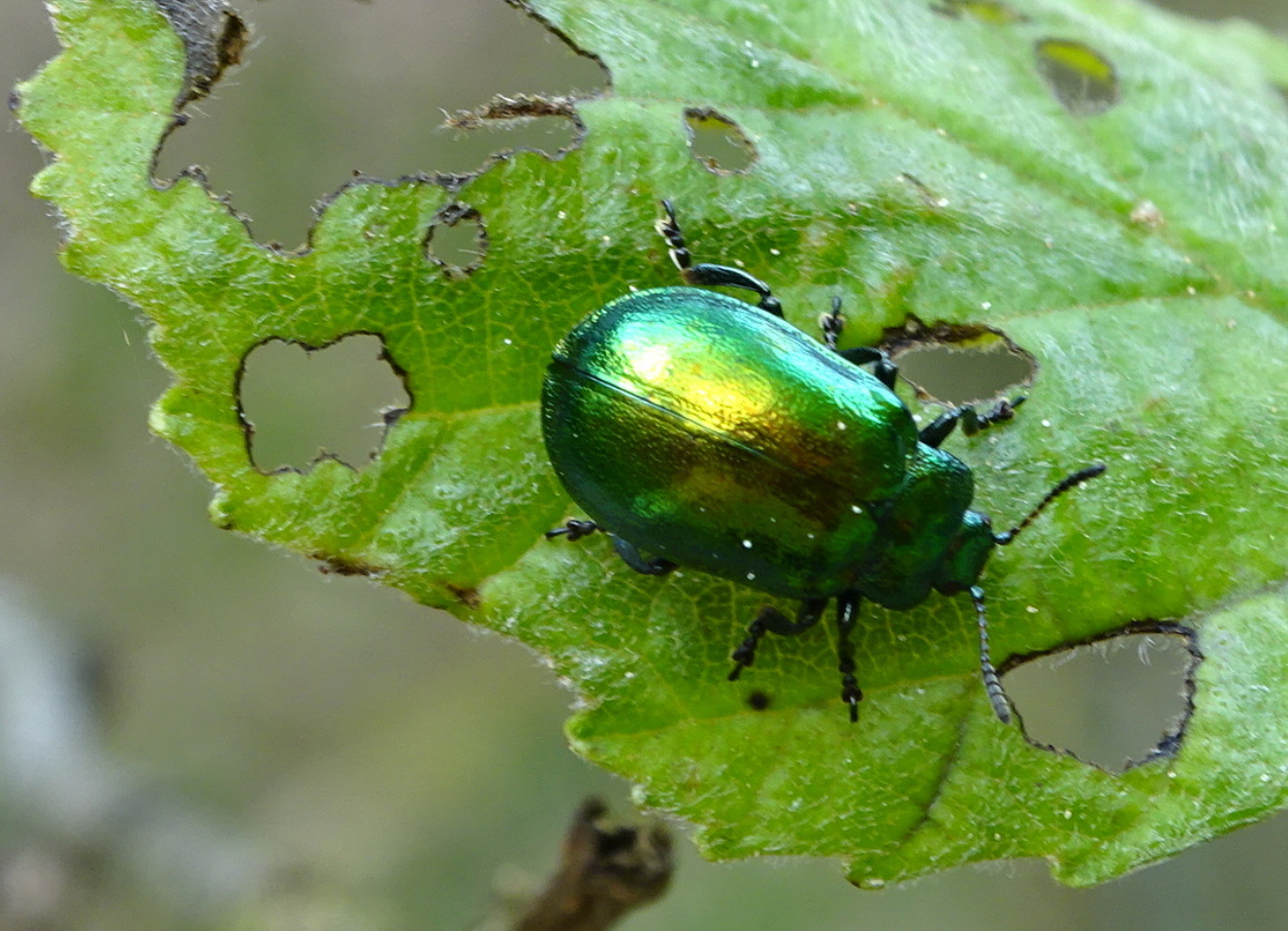
Mandelinka olšová (Linaeidea aenea)